# توم داي (لاعب كرة قدم)
توم داي (بالإنجليزية: Tom Day)‏ هو لاعب كرة قدم بريطاني في مركز الدفاع، ولد في 24 أكتوبر 1997 في Redhill, Surrey ‏ في المملكة المتحدة. لعب مع نادي بارنت.

## وصلات خارجية
- توم داي (لاعب كرة قدم) على موقع قاعدة بيانات كرة القدم.إي يو (الإنجليزية)
- توم داي (لاعب كرة قدم) على موقع قاعدة بيانات كرة القدم.إي يو (الإنجليزية)
- توم داي (لاعب كرة قدم) على موقع Soccerway.com (الإنجليزية)